# A Tribute to Clifford Brown
A Tribute To Clifford Brown è un album di Lem Winchester e Ramsey Lewis da leader, pubblicato dalla Argo Records nel 1958.
Il disco fu registrato al "Chess Records Studio" l'8 ottobre del 1958 a Chicago, Illinois (Stati Uniti).

## Tracce
Lato A
1. Joy Spring – 3:23 (Clifford Brown)
2. Where It Is – 4:27 (Lem Winchester)
3. Sandu – 6:12 (Clifford Brown)
4. Once in a While – 5:28 (Michael Edwards, Bud Green)

Lato B
1. Jordu – 3:23 (Duke Jordan)
2. It Could Happen to You – 3:39 (Jimmy Van Heusen, Johnny Burke)
3. Easy to Love – 3:34 (Cole Porter)
4. A Message from Boysie (Robert Lowery)

## Musicisti
- Lem Winchester - vibrafono
- Ramsey Lewis - pianoforte
- Eldee Young - contrabbasso
- Isaac 'Redd' Holt - batteria